# Dominique Jackson
Dominique Brebner (Scarborough, Trinitat i Tobago, 1964/1965), coneguda professionalment com a Dominique Jackson i Tyra Allure Ross, és una actriu, escriptora, model i personalitat de televisió transgènere estatunidenca i de Trinitat i Tobago. Com a actriu, és coneguda pel seu paper principal d'Elektra Abundance a la sèrie de televisió Pose. Com a model, ha aparegut a Vogue España.

## Filmografia

### Cinema
| Any        | Títol                                                       | Paper                 | Notes           |
| ---------- | ----------------------------------------------------------- | --------------------- | --------------- |
| 2009       | Christopher Street: The Series                              | Especialista de salut | Debut al cinema |
| 2015       | MY TRUTH, MY STORY: A Caribbean LGBTQ+ Oral History Project | Ella mateixa          | Documental      |
| 2020       | Chick Fight                                                 | Noami                 |                 |
| Sense data | Visible: The LGBTQ Caribbean Diaspora                       | Ella mateixa          | Documental      |

### Televisió
| Any             | Títol         | Paper             | Notes                |
| --------------- | ------------- | ----------------- | -------------------- |
| 2015            | Call Me       | Nicolette         | Episodis desconeguts |
| 2016            | Strut         | Herself           | 6 episodis           |
| 2018-actualitat | Pose          | Elektra Abundance | Repartiment          |
| 2020            | Legendary     | (Guest Judge)     | 1 episodi            |
| 2021            | American Gods | Ms. World         | Tercera temporada    |